# 波列斯卡亞低地
波列斯卡亞低地是白俄羅斯的低地，位於該國南部，屬於東歐平原的一部分，面積270,000平方公里，平均海沷高度150至200米，最高點海拔高度316米，每年平均降雨量650毫米。